# 亞基夫西克
48°38′29″N 22°56′39″E / 48.64139°N 22.94417°E
亞基夫西克（烏克蘭語：Яківське），是烏克蘭西部的村莊，隸屬外喀爾巴阡州的穆卡切沃區。該村始建於1500年，面積4.48平方公里，海拔高度286米，2001年人口335，人口密度每平方公里74.78人。